# Junqueiro (kommun)
Junqueiro är en kommun i Brasilien.   Den ligger i delstaten Alagoas, i den östra delen av landet, 1 400 km nordost om huvudstaden Brasília. Antalet invånare är 23 854. Arean är 254 kvadratkilometer.
Terrängen i Junqueiro är platt.
Följande samhällen finns i Junqueiro:
- Junqueiro

Omgivningarna runt Junqueiro är en mosaik av jordbruksmark och naturlig växtlighet. Runt Junqueiro är det ganska tätbefolkat, med 111 invånare per kvadratkilometer.